# Myslkovice
Myslkovice település Csehországban, a Tábori járásban. Myslkovice Košice, Roudná, Tučapy és Sedlečko u Soběslavě településekkel határos. Lakosainak száma 429 fő (2024. január 1.).

## Népesség
A település lakosságának változását az alábbi diagram mutatja:
| Lakosok száma | 824  | 631  | 577  | 463  | 378  | 376  | 370  | 399  | 408  | 429  |
|               | 1869 | 1900 | 1921 | 1961 | 1980 | 2011 | 2016 | 2019 | 2021 | 2024 |